# Токарёвский сельсовет (Волоколамский район)
Токарёвский сельсовет — упразднённая административно-территориальная единица, существовавшая на территории Московской губернии и Московской области до 1972 года.
Токарёвский с/с возник в первые годы советской власти. По состоянию на 1919 год он входил в Ащеринскую волость Рузского уезда Московской губернии.
В 1920 году Токарёвский с/с был преобразован в Глазовский с/с, но уже в 1921 году он вновь стал Токарёвским.
27 февраля 1922 года Ащеринская волость была передана в Можайский уезд.
9 декабря 1925 года из Токарёвского с/с был выделен Щербинкинский с/с.
По данным 1926 года в состав сельсовета входили 9 населённых пунктов — Токарёво, Глазово, Захино, Комарово, Мамайки, Никитино, Солодово, Шульгино и Щербинки, а также 4 хутора, погост и мельница.
В 1929 году Токарёвский с/с был отнесён к Рузскому району Московского округа Московской области.
20 мая 1930 года Токарёвский с/с был передан в Волоколамский район. В это время в его состав входили селения Токарёво, Апухтино, Глазово, Захино, Комарово, Мамайки, Никитино, Солодово и Шульгино.
20 апреля 1935 года селения Апухтино и Никитино были переданы в Сумароковский с/с Рузского района.
4 января 1939 года Токарёвский с/с был передан в новообразованный Осташёвский район.
28 декабря 1951 года к Токарёвскому с/с были присоединены селения Вараксино, Комарово, Мокросёлово и Шахолово упразднённого Кузьминского с/с.
7 декабря 1957 года Осташёвский район был упразднён и Токарёвский с/с был возвращён в Волоколамский район.
26 декабря 1962 года Волоколамский район был переименован в Волоколамский сельский, в состав которого вошёл Токарёвский с/с.
14 января 1964 года селения Апухтино и Никитино были переданы из Токарёвского с/с в Сумароковский с/с Можайского района.
21 ноября 1964 года Волоколамский сельский район был переименован в Волоколамский, в состав которого вошёл Токарёвский с/с.
25 января 1972 года Токарёвский с/с был упразднён. При этом его территория была передана в Осташёвский с/с.